# Plecoptera melanoscia
Plecoptera melanoscia là một loài bướm đêm trong họ Erebidae.